# .ba
.ba è il dominio di primo livello nazionale assegnato alla Bosnia ed Erzegovina.
Al 2023 sono attivi oltre 25 000 domini.